# Metabolismo secundario
En bioquímica se denomina metabolismo secundario a aquel conjunto de reacciones bioquímicas que se producen de forma paralela al metabolismo primario vertebrador de la biología celular. Los metabolismos secundarios son aquellos compuestos orgánicos sintetizados por el organismo que no tienen un rol directo en el crecimiento o reproducción del mismo sino que cumplen funciones complementarias a las vitales, tales como comunicación intra e interespecífica, defensa contra radiación, congelación, y ataque de depredadores, patógenos o parásitos. A estos compuestos se les denomina metabolitos secundarios.
Las biomoléculas que son constituyentes fundamentales en procesos vitales de los seres vivos son denominados metabolitos primarios. Estos metabolitos tienen distribución taxonómica amplia. Se puede considerar que los metabolitos primarios por excelencia son la glucosa, la ribosa, la fructosa, el ácido pirúvico, el gliceraldehído, el ácido acético (Esterificado como acetil coenzima A), el ácido oxaloacético, el ácido málico, el ácido 2-oxoglutárico, el ácido palmítico, el ácido esteárico, el ácido oleico, el porfibilinógeno, el pirofosfato de isopentenilo, los 20 aminoácidos proteínicos, las bases púricas, las bases pirimidínicas y las Vitaminas del grupo B. A diferencia de lo que sucede con los metabolitos primarios, la ausencia de algún metabolito secundario no le impide la supervivencia, si bien se verá afectado por ella, a veces gravemente. Si bien las rutas metabólicas básicas (el ciclo de Krebs, por ejemplo) están muy conservadas entre especies, el metabolismo secundario, pese a que es también vital para la supervivencia del organismo, muestra una variación mayor.

## Clasificación

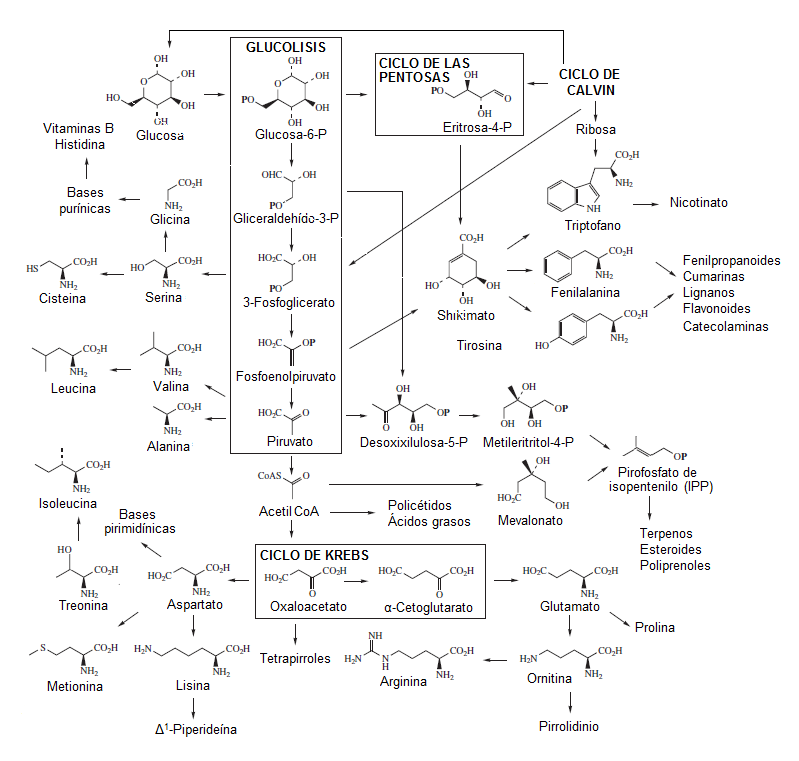
Mapa general de metabolitos secundarios

Los principales metabolitos secundarios comprenden:
- Policétidos y metabolitos secundarios de ácidos grasos
- Terpenos
- Metabolitos secundarios del ácido shikímico
- Aminoácidos no proteínicos
- Antibióticos peptídicos
- Glucósidos cianogénicos y glucosinolatos
- Metabolitos secundarios de la ruta del ácido cítrico
- Ciclitoles
- Alcaloides

## Metabolitos secundarios en microorganismos
En microbiología se emplea un criterio de cinética de crecimiento para definir el metabolismo secundario: se describe como aquel que sucede en la fase estacionaria, es decir, cuando se ha producido la contención del crecimiento.  En la trofofase (fase de crecimiento de los microorganismos) no se producen metabolitos secundarios. Es en la idiofase normalmente, cuando se producen (fase en la que el microorganismo no crece, pero sigue metabólicamente activo). Para que se produzca el metabolito secundario, primero hay que asegurar unas condiciones óptimas durante la trofofase. Como mecanismo de defensa, la producción de metabolitos secundarios no se produce inmediatamente después de la conclusión de la trofofase. Primero, al comienzo de la idiofase, deben hacerse resistentes a sus propios antibióticos.
No se conocen bien los factores que disparan la producción de metabolitos secundarios. Se sabe que el paso de trofofase a idiofase se produce cuando algún nutriente del medio es limitante. Suele tratarse de C, N o P. Al faltar algunos de estos factores, se altera la producción de metabolitos primarios y se originan inductores de enzimas que darán lugar a metabolitos secundarios.
Existen multitud de metabolitos secundarios de interés industrial: antibióticos, pigmentos, antitumorales, etc.